# Мухаммад I (емір Майорки)
Мухаммад ібн Алі ібн Ганія (араб. محمد بن علي بن غانية; д/н — 1055) — емір Майоркської тайфи у 1146—1155 роках.

## Життєпис
Походив з династії Альморавідів. Син Алі ібн Юсуфа, володаря держави льморавідів, та Ганії зі знатного роду берберів-санхаджа. У 1126 році з метою посилення своєї влади та зменшення збурення місцевої знаті батько Мухаммада відсторонив Ванура ібн Абу-Бакра, валі Майорки, з його посади. Замість нього валі став Мухаммад. Водночас його брат Ях'я призначається валі Валенсії і Мурсії.
Зберігав вірність володарям держави Альморавідів, але після занепаду їх влади на Піренейському півострові, починаючи з 1141 року, став фактично незалежним. 1146 року Мухаммад оголоси себе еміром Майорки. Після вторгнення до Піренеїв військ Альмохадів, підтримував опір останнім з боку еміра Мухаммада ібн Марданіса.
1155 році оголосив спадкоємцем сина Абдаллаха, але того ж року їх було повалено іншим сином Мухаммада I — Ісхаком, що спирався на палацову гвардію. Мухаммада I і Абдаллаха було страчено.